# 조휘준
조휘준(2007년 1월 3일 ~ )은 대한민국의 前 배우이다.

## 연기 활동

### 드라마
- 2010년 《주홍글씨》 ... 율이 역
- 2011년 《마이 프린세스》 ... 어린 박동재 역
- 2011년 《로맨스 타운》 ... 강산 역
- 2012년 《수상한 가족》 ... 어린 천이백 역
- 2012년 《세상 어디에도 없는 착한남자》 ... 서은석 역
- 2012년 《대풍수》 ... 방석 역
- 2012년 《내 사랑 나비부인》 ... 어린 이우재 역
- 2013년 《스캔들: 매우 충격적이고 부도덕한 사건》 ... 하건영 역
- 2013년 《주군의 태양》 ... 편창민 역
- 2013년 《내 손을 잡아》 ... 한은성 역
- 2013년 《감자별 2013QR3》 ... 어린 노준혁 역
- 2014년 《너희들은 포위됐다》 ... 서준우 역
- 2014년 《유혹》 ... 로이 역
- 2015년 《밤을 걷는 선비》 ... 똘복 역

### 영화
- 2013년 《감기》 ... 찬우 역
- 2016년 《나를 잊지 말아요》 ... 보영 아들 역